# Roskbäcktjärnen
Roskbäcktjärnen är en sjö i Vilhelmina kommun i Lappland och ingår i Ångermanälvens huvudavrinningsområde. Sjön har en area på 0,23 kvadratkilometer och ligger 551,1 meter över havet. Roskbäcktjärnen ligger i Gransjömyrarna Natura 2000-område. Sjön avvattnas av vattendraget Risån.

## Delavrinningsområde
Roskbäcktjärnen ingår i det delavrinningsområde (717019-157918) som SMHI kallar för Utloppet av Roskbäcktjärnen. Medelhöjden är 572 meter över havet och ytan är 2,51 kvadratkilometer. Det finns inga avrinningsområden uppströms utan avrinningsområdet är högsta punkten. Risån som avvattnar avrinningsområdet har biflödesordning 3, vilket innebär att vattnet flödar genom totalt 3 vattendrag innan det når havet efter 349 kilometer. Avrinningsområdet består mestadels av skog (66 procent) och sankmarker (25 procent). Avrinningsområdet har 0,23 kvadratkilometer vattenytor vilket ger det en sjöprocent på 9,2 procent.